# Matías Escobar
Matías Escobar (Rosario, 21 april 1982) is een Argentijns voetballer die bij voorkeur als middenvelder speelt. Hij verruilde in juli 2013 CA Tigre voor Boca Unidos.

## Carrière
Escobar begon zijn voetbalcarrière in eigen land bij Gimnasia La Plata. Vier jaar later ging hij naar Kayserispor. Daar kwam hij niet veel in actie, en daarom werd hij verhuurd aan onder meer CA Rosario Central en Atlético Tucumán. Daarna ging hij naar Cyprus, waar hij actief was bij Doxa Katokopia en Enosis Paralimni. In 2011 keerde hij terug naar eigen land, waar hij tekende voor CA Tigre.